# Concorso pianistico internazionale Ettore Pozzoli
Il Concorso pianistico internazionale "Ettore Pozzoli" è un concorso musicale aperto a giovani pianisti di tutto il mondo che si tiene, con cadenza biennale, a Seregno, in provincia di Monza e Brianza.

## Storia
Il concorso venne istituito nel 1959 su iniziativa di Gina Gambini, vedova di Ettore Pozzoli, che in questo modo intese onorare la memoria del marito, scomparso due anni prima. Il concorso ha luogo a Seregno, città natale del celebre didatta.

## Albo d'oro dei vincitori
Ad oggi hanno partecipato al concorso oltre 1600 concorrenti, di cui oltre 1000 provenienti da paesi esteri.
- 1959 - Maurizio Pollini (Italia)
- 1961 - Pier Narciso Masi (Italia) e Fabio Peressoni (Italia), ex aequo
- 1963 - Laura De Fusco (Italia)
- 1965 - François-Joël Thiollier (Stati Uniti d'America)
- 1967 - non assegnato
- 1969 - Franco Angeleri (Italia) e Anna Maria Cigoli (Italia), ex aequo
- 1971 - Pierre Réach (Francia)
- 1973 - Raimondo Campisi (Italia)
- 1975 - Daniel Rivera (Argentina)
- 1977 - Pietro Rigacci (Italia)
- 1979 - Rolf Plagge (Germania)
- 1981 - Huseyin Sermet (Turchia)
- 1983 - Hugh Tinney (Irlanda)
- 1985 - Klara Würtz (Ungheria)
- 1987 - Seizo Azuma (Giappone)
- 1989 - William Stephenson (Inghilterra)
- 1991 - non assegnato
- 1993 - Maria Stembolskaja (Russia)
- 1995 - non assegnato
- 1997 - non assegnato
- 1999 - Filippo Gamba (Italia)
- 2001 - non assegnato
- 2003 - non assegnato
- 2005 - Martin Cousin (Inghilterra)
- 2007 - Alexandre Pirojenko (Russia)
- 2009 - Cristopher Falzone (Stati Uniti d'America)
- 2011 - Alexey Chernov (Russia)
- 2013 - Alexander Yakovlev (Russia)
- 2015 - Anastasia Rizikov (Canada) e Yoshito Numasawa (Giappone), ex aequo
- 2017 - non assegnato
- 2019 - Evgeny Konnov (Uzbekistan)